# Sous le même toit
Sous le même toit (Onder hetzelfde dak) is een Franse komische film uit 2017, geregisseerd door Dominique Farrugia. De film ging in première op 19 januari op het Festival international du film de comédie de l'Alpe d'Huez.

## Verhaal
Delphine en Yvan, een koppel met twee kinderen, beslissen om te scheiden. Omdat zijn financiële situatie hem niet in staat stelt om een nieuwe woning te vinden, beslist Yvan om zijn 20% van het huis op te eisen. Zijn ex-vrouw is niet gelukkig dat Yvan in zijn deel van het huis intrekt maar al gauw ontdekken ze de voor- en nadelen van hun gedwongen samenleven. 

## Rolverdeling
| Acteur            | Personage |
| ----------------- | --------- |
| Gilles Lellouche  | Yvan      |
| Louise Bourgoin   | Delphine  |
| Manu Payet        |           |
| Marilou Berry     |           |
| Julien Boisselier |           |
| Nicole Calfan     |           |
| Kolia Abiteboul   | Lucas     |
| Adèle Castillon   | Violette  |